# Порай-Ясеньчик
Порай-Ясеньчик (пол. Poraj-Jasieńczyk) — герб шляхетський, відміна герба Порай.

## Опис
В червоному полі золотий ключ, що стоїть прямо, борідкою праворуч, з вушком у вигляді срібної троянди з п'ятьма пелюстками як на гербі Порай. В нашоломнику така ж сама троянда. Намет щита червоний, підбитий сріблом.

## Походження
Відміна герба використовувалась Міхаловськими (пол. Michałowski), рід яких походив від Курозвенцьких (пол. Kurozwęcki) герба Порай. Сини Миколи Курозвенцького, краківського каштеляна, після смерті батька взяли собі різні герби: Ян взяв за герб Ясеньчик, Міхал — герб Тржаска, наймолодший Микола — герб Вчєлє. Часті зміни гербів були поширені в ті часи — вони бралися по дружинах. 1535 року Яків Міхаловський, нащадок найстаршої гілки роду, на вшанування пам'яті про походження своєї родини від згаслого роду Курозвенцьких поєднав герб Порай зі своїм Ясеньчиком. Ця зміна була збережена його нащадками.